# Kråkered
Kråkered är en bebyggelse omkring Kråkeredssjön söder om Borås i Borås kommun. Från 2015 avgränsar SCB här en småort.